# Drive My Car
A Drive My Car című Paul McCartney-szerzemény egy humoros dal a Rubber Soul albumon. A dal felvétele közben fordult elő először az, hogy a Beatles éjfélig maradt benn a stúdióban.
A Drive My Car az együttes egyik legalaposabban meghangszerelt dala. Az összes Beatles-nagylemezt össze véve ez leghatásosabb lemezindító szám.

## Közreműködők
- Paul McCartney – ének, basszusgitár, zongora, szólógitár
- John Lennon – ének, tamburin
- George Harrison – vokál
- Ringo Starr – dob, kolomp, csörgődob

### Produkció
- Norman Smith – hangmérnök
- George Martin – producer